# Río Caine
Río Caine är ett vattendrag   i Bolivia. Det är beläget i den centrala delen av landet, 70 km norr om huvudstaden Sucre och mynnar ut i Rio Grande O Guapay.
I omgivningen kring Río Caine växer huvudsakligen savannskog och området är mycket glesbefolkat, med 6 invånare per kvadratkilometer.